# Penisola Mamonta
La penisola Mamonta o penisola di Mamont (in russo полуостров Мамонта?; in italiano "penisola del Mammut") si trova in Russia, nel nord della pianura siberiana occidentale. Si protende nel mare di Kara e costituisce la parte centrale della punta settentrionale della più grande penisola di Gyda. Amministrativamente appartiene al Tazovskij rajon del Circondario autonomo Jamalo-Nenec, nel Circondario federale degli Urali.
Ha ricevuto il suo nome nel 1922 durante la spedizione della goletta Agnessa a causa della carcassa di un mammut ritrovato sulla penisola nel 1866.

## Geografia
La penisola è bagnata a ovest dalle acque della baia della Gyda e a est da quelle della baia Jurackaja. Da nord-ovest a sud-est, la penisola si estende per quasi 120 km. La sua larghezza media è di circa 50 km. L'altezza massima sul livello del mare è di 59 m. Il rilievo della penisola è una bassa pianura collinare con molti laghi e piccoli fiumi. La vegetazione è quella tipica della tundra. Le acque che bagnano la penisola sono ricoperte dal ghiaccio per gran parte dell'anno. Priva di strade, la penisola conta due piccoli insediamenti.
Le parti settentrionale e nord-occidentale della penisola fanno parte dal 1996 della Riserva naturale Gydanskij (заповедник "Гыданский") che comprende parte della penisola Javaj, la penisola Olenij (полуостров Олений), la costa della baia Jurackaja, le isole Olenij e Šokal'skij.